# 이유식 (평론가)
이유식(李洧植, 1938년 10월 28일(음력 9월 6일) ~ )은 대한민국의 평론가 및 수필가이며, 한국문인협회 부이사장을 역임했다. 본관은 합천이다.

## 특징
미개척의 한국소설이론과 수필이론 정립에 큰 공헌을 했다는 평가를 받고 있다.
작품으로 일반 평론 160여 편, 세미나 주제발표 평론 40여 편, 평설 100여 편, 월평 100여 편, 수필 및 칼럼 500여 편 등 총 900여 편 이고, 저서로 평론집 10권, 수필집 12권, 평전 2권, 편저 9권, 공저 1권 총35권이 있다.